# Lumbrineris ernesti
Lumbrineris ernesti är en ringmaskart som beskrevs av Perkins 1979. Lumbrineris ernesti ingår i släktet Lumbrineris och familjen Lumbrineridae. Inga underarter finns listade i Catalogue of Life.